# I Do Not Care If We Go Down in History as Barbarians
I Do Not Care If We Go Down in History as Barbarians (en rumano: Îmi este indiferent dacă în istorie vom intra ca barbari) es una película de comedia negra coproducida internacionalmente de 2018 dirigida por Radu Jude.

En la película, se reproduce una recreación estilizada de la campaña rumana en Odessa en este estacionamiento frente al Palacio Real de Bucarest.

La película examina la masacre de Odessa de 1941 por parte de los rumanos en el frente oriental en 1941.

## Reparto

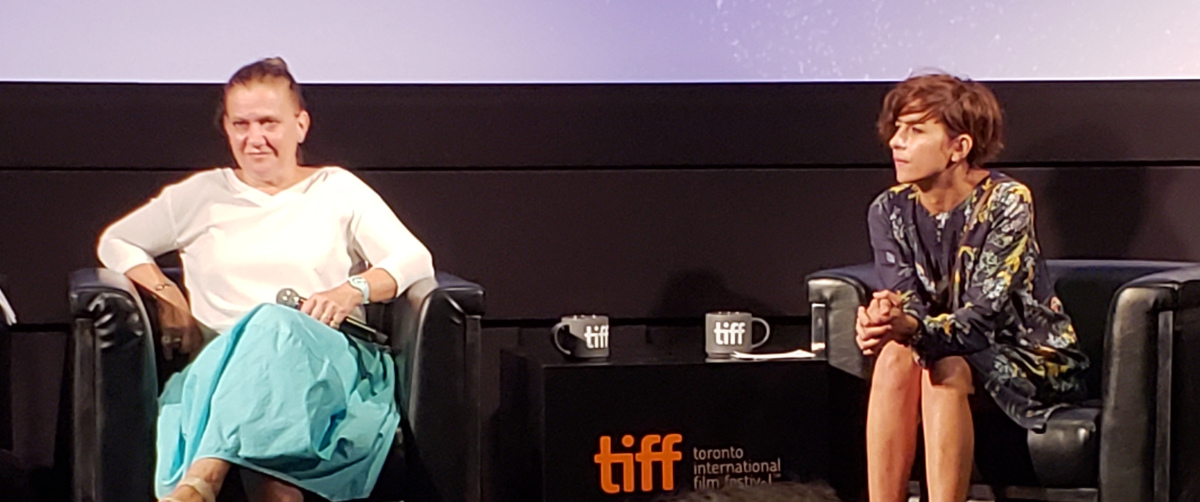
La actriz principal Ioana Iacob (derecha) con la productora Ada Solomon (izquierda)

- Ioana Iacob como Mariana
- Alex Bogdan como Traian
- Alexandru Dabija como Movila

## Reconocimientos
La película fue seleccionada como la entrada rumana a la Mejor Película en Lengua Extranjera en los 91.º Premios de la Academia, pero no fue nominada. Ganó el Globo de Cristal al mejor largometraje en el Festival Internacional de Cine de Karlovy Vary 2018.